# EUTM 말리

EUTM 말리의 엠블럼

EUTM 말리, 또는 유럽 연합 말리 훈련 임무는 말리 바마코에 본부를 둔 유럽 연합의 다국적 군대 훈련 임무이다. 이들은 말리군을 훈련하고 자문한다. EUTM 말리는 말리 북부의 전투 작전에 개입하지 않으며 군 행사력이 없다. 22개의 유럽 연합 회원국이 이 임무에 참여하였으며 말리 공화국에 군대를 파견했다. 현재는 벨기에, 영국, 프랑스를 비롯한 10개국만이 참여 중이다. EUTM 말리는 사헬 지역의 발전과 안보를 위한 전략 내에서 활동 중인 유럽 연합의 범지구적 접근이기도 하다.

## 참여국
| 국가       | 파병 인원수 |
| ---------- | ----------- |
| 프랑스     | 113         |
| 스페인     | 104         |
| 독일       | 73          |
| 벨기에     | 71          |
| 영국       | 37          |
| 체코       | 38          |
| 폴란드     | 20          |
| 이탈리아   | 19          |
| 스웨덴     | 14          |
| 핀란드     | 11          |
| 헝가리     | 10          |
| 아일랜드   | 18          |
| 오스트리아 | 8           |
| 슬로베니아 | 5           |
| 불가리아   | 4           |
| 그리스     | 4           |
| 리투아니아 | 3           |
| 에스토니아 | 2           |
| 라트비아   | 2           |
| 룩셈부르크 | 2           |
| 루마니아   | 2           |
| 포르투갈   | 7           |
| 네덜란드   | 1           |

## 같이 보기
- 북부 말리 분쟁
- 아프리카 주도 말리 국제지원임무
- 유엔 말리 다각적 통합 안정화 임무